# Haus Bullion

Stammwappen derer von Bullion (= Wappen des Orts Bullion (Yvelines))

Das Haus Bullion ist eine adelige Familie, emporgestiegen aus dem spätmittelalterlich-frühneuzeitlichen burgundischen Bürgertum; der Name bezieht sich auf das Lehen Bullion bei Maringues und hat mit dem Herzogtum Bouillon nichts zu tun.

## Geschichte
Die Familie trat erstmals Ende des 15. Jahrhunderts als Händler in Mâcon auf und schaffte es im 3. Quartal des 16. Jahrhunderts aufgrund ihrer Ämter als Sekretär des Königs (1564) und Maître des requêtes (1572), spätestens aber mit Claude de Bullion als Surintendant des Finances (1632) in die Noblesse de robe. Mit Charles Denis de Bullion und seinem Sohn Gabriel Jérôme de Bullion stellten die Bullion 67 Jahre lang, von 1685 bis 1752, den königlichen Vogt von Paris.
1611 erwarb Claude de Bullion aufgrund der Namensgleichheit das Lehen Bullion bei Rambouillet in Yvelines, das zuvor im Besitz der Familie Lamotte, ab 1556 von Don Diego de Mendoza, dann der Familie Bueil war. Zudem besaß er das Hôtel Bullion in der Rue Plâtrière (jetzt Rue Jean-Jacques Rousseau) in Paris.
Mit den Söhnen Claude de Bullions spaltete sich die Familie in diverse Linien auf (Gallardon, Montlouet, Attilly, Courcy), die alle den Rang eines Marquis innehatte. Im Lauf der 18. Jahrhunderts, spätestens mit der Revolution, starb die Familie in drei Linien aus oder verschwand aus den Annalen. Lediglich die Linie, deren Oberhaupt 1791 emigrierte, überstand die Wirren der Zeit: Henri de Bullion (1772–1831) wurde in Württemberg naturalisiert, sein Sohn Guy von Bullion (1826–1886) erhielt 1865 einen bayerischen Grafentitel. Er wurde am 5. April 1880 in die bayerische Adelsmatrikel, Grafenklasse, aufgenommen.

## Wappen
Blasonierung des StammwappensIn Blau, wachsend aus dem oberen dreier silberner Wellenbalken, ein goldener Löwe. (= Wappen von Bullion (Yvelines))
Blasonierung des Grafenwappens in BayernGeviert. In Feldern 1 und 4 in Blau, wachsend aus dem oberen dreier silberner Wellenbalken, ein goldener Löwe (= Stammwappen). In Feldern 2  und 3 in Silber ein roter Schrägbalken, begleitet von sechs roten im Kreise geordneten Muscheln, Gelenk aufwärts. Als Schildhalter zwei goldene Löwen auf Mamorpostament. Um das Ganze ein roter hermelingefütterter Mantel, aus einer Grafenkrone herabwallend, alias auch Helm mit dem wachsenden Löwen auf dem Schilde.

## Stammliste

### 15.–17. Jahrhundert
1. Jean I. de Bullion († 1500 in Mâcon), Bürger und Händler in Mâcon; ⚭ Barbe Chaponost
  1. Claude I. de Bullion, Seigneur du Layé et de Sénécé, Bürger und Händler in Mâcon; ⚭ Marie de L’Isle
    1. Claude alias Jean II. de Bullion, Seigneur de Layé et de Sénécé, 1564 Sekretär des Königs; ⚭ Jeanne (alias Claude oder Claudine) Vincent († nach 1567)
      1. Marguerite de Bullion; ⚭ ? César de Saint-Lary, Baron de Bellegarde
      2. Jean III. de Bullion († vor 1612), Seigneur d’Argny, de Layé et de Sénécé, 1567 Advokat am Parlement de Paris, 1572 Maître des requêtes; ⚭ 1572 Charlotte de Lamoignon († nach 1612) Tochter von Charles de Lamoignon, Seigneur de Basville etc. († 1572) und Charlotte de Besançon († 1594)
        1. Claude III. de Bullion (1563–1640), 17. JahrhundertClaude III. de Bullion (* 1563, † 1640) Seigneur de Bonnelles etc., Surintendant des Finances; ⚭ 1612 Angélique Faure (* 1593; † 1664), Dame de Quincy et d’Attilly
          1. Noël de Bullion (* 1615; † 1670), Marquis de Gallardon et de Bullion; ⚭ 1639 Charlotte de Prie (* um 1622; † 1700), Tochter von Louis de Prie, Marquis de Toucy, und Françoise de Saint-Gelais-Lusignan – Nachkommen: die Marquis de Gallardon et de Bullion (siehe unten)
          2. Marie de Bullion († 1649); ⚭ Pomponne II. de Bellièvre (* 1606; † 1657), Erster Präsident des Parlements von Paris
          3. François de Bullion († 1671), genannt Marquis de Montlouet, Marquis de Maule; ⚭ Louise Henriette Rouault, Dame de Thiembronne († 1687) – Nachkommen: die Marquis de Montlouet (siehe unten)
          4. Claude IV. de Bullion (* 1624; † 1677), Marquis d’Attilly-en-Brie, Surintendant des Finances; ⚭ Perrette Meusnier (* 1626; † 1706) – Nachkommen: die Marquis d’Attilly et de Longchêne (siehe unten)
          5. Pierre de Bullion († 1659), Abt von Saint-Faron de Meaux, Beichtvater des Königs Ludwig XIII.

        2. Jean IV. de Bullion
        3. Henri I. de Bullion († 1658), Seigneur de Fontenay et de Courcy (bei Orléans); ⚭ Marie Eustache († 1658) – Nachkommen: die Linie der Marquis de Courcy, Seigneurs de Fontenay (siehe unten)
        4. Marthe und Charlotte de Bullion; eine von beiden ⚭ 1594 Pierre de Brosses, Seigneur de Tournay (* 1569; † 1617)
        5. Françoise de Bullion (* 1571; † 1654); ⚭ (1) Jean Ajorrantt (* um 1550; † 1589), Seigneur de Claye; ⚭ (2) Pierre Hatte († nach 1633), Seigneur de Saint-Mars

      3. Jeanne de Bullion († 1554); ⚭ Jean Dormy († 1556)
      4. Claude II. de Bullion, Seigneur de Layer et d’Argny
        1. Pierre de Bullion, Seigneur de Layer et de Réclainville, Conseiller au Parlement de Paris; ⚭ Marie Hatte
          1. Pierre de Bullion († 1672), Doyen de la Chambre des Enquêtes
          2. Louise de Bullion († 1651), Dame de Layé; ⚭ 1640 Jean Léonor de Rochechouart, Marquis de Montpipeau († 1676) (Haus Rochechouart)
          3. Marie de Bullion (* 1618); ⚭ 1636 François de Bourgon, Seigneur de Cramois

    2. Isabeau de Bullion; ⚭ François Vallier

### Linie Gallardon
1. Noël de Bullion (* 1615; † 1670), Marquis de Gallardon et de Bullion; ⚭ 1639 Charlotte de Prie (* um 1622; † 1700), Tochter von Louis de Prie, Marquis de Toucy, und Françoise de Saint-Gelais-Lusignan
  1. Armand Claude de Bullion (* um 1644; † 1671) Marquis de Gallardon
  2. Alphonse Noel de Bullion (* um 1645; † 1698), Marquis de Fervaques
  3. Charles Denis de Bullion (1651–1721), Gravur von Nicolas HabertCharles Denis de Bullion (* 1651; † 1721), Marquis de Gallardon et de Fervaques, Prévôt de Paris; ⚭ 1677 Marie Anne Rouillé de Meslay (* um 1659; † 1714), Tochter von Jean de Rouillé Comte de Meslay, und Marie de Comans d’Astric
    1. Anne Jacques de Bullion (* 1679, † 1745), genannt Marquis de Bonnelles, Marquis de Fervaques, Lieutenant général des armées du Roi; ⚭ 1708 Marie-Madeleine Hortense Gigault de Bellefonds (* 1683; † 1766), Tochter von Louis Christophe Gigault, Marquis de Bellefonds,[2] und Marie Olympe Emmanuelle de La Porte-Mazarini[3]
      1. Marie Etiennette de Bullion († 1749); ⚭ 1734 Charles Anne Sigismond de Montmorency-Luxembourg (* 1721; † 1777), Duc de Châtillon (Haus Montmorency)
      2. Jacqueline Marie de Bullion († 1795); ⚭ 1740 Guy André Pierre de Montmorency-Laval (* 1723; † 1798), Duc de Laval, Marschall von Frankreich (Haus Montmorency)
      3. Augustine Léonie (oder Eléonore) de Bullion (* 1721; † 1751); ⚭ 1745 Paul Louis de Beauvilliers (* 1711; † 1757), genannt Duc de Beauvilliers[4] (Haus Beauvilliers)

    2. Jean Claude de Bullion (* 1681/82, † 1706), Marquis de Bonnelles
    3. Charles Jean-Baptiste de Bullion (*um 1682/83, † 1699), Seigneur de Marly
    4. Gabriel Jérôme de Bullion (* wohl 1695; † 1752), Comte d’Esclimont, Prévôt de Paris
    5. Auguste Léon de Bullion (1697/1752 bezeugt), Marquis de Gallardon, Lieutenant-général en Guyenne
    6. Anne Marie Marguerite de Bullion (* 1684, † 1760); ⚭ 1706 Jean Charles de Crussol (* 1675; † 1739), Duc d’Uzès (Crussol)
    7. Elisabeth Anne de Bullion (* 1685, † 1758); ⚭ 1707 Frédéric Guillaume de La Trémoille (* 1668; † 1738), Prince de Talmont, Lieutenant-général[5] (La Trémoille)
    8. Anne Thérèse und Marie Thérèse de Bullion, geistlich

  4.  ? Tochter († jung)

### Linie Montlouet
1. François de Bullion († 1671), genannt Marquis de Montlouet, Marquis de Maule; ⚭ Louise Henriette Rouault, Dame de Thiembronne († 1687)
  1. Louis de Bullion (* um 1653; † 1686/88), Comte de Thiembrune
  2. Léon de Bullion (* um 1662; † 1690), Comte de Thiembrune
  3. Rémy de Bullion (1699 bezeugt), Marquis de Montlouet, verkauft Montlouet 1707 an Ludwig XIV.; ⚭ 1697 Françoise Bailli († 1717) – Nachkommen
  4. Henri Charles de Bullion, Marquis de Saint-Amand; ⚭ 1694 Eulalie de Vauvré, die am 25. Mai 1699 die Markgrafschaft Maule an Joseph-Guillaume de La Vieuville überträgt – Nachkommen
  5. Jacques Philippe de Bullion (* um 1657; † 1687), Abbé de Montlouet
  6. Claude de Bullion, Seigneur et Comte de Montlouet; ⚭ 1690 Françoise Le Bel, Comtesse de Preures († 1709) – Nachkommen
    1. Henri oder Rémy Claude de Bullion (* 1691; † 1772), Seigneur de Montlouet; ⚭ 1742 Marguerite Marie Corentine de Bussy de Merval (* 1711; † nach 1779),
      1. Dreuse Jacquette de Bullion de Montlouet (* 1748; † 1774); ⚭ 1774 Ambroise Marie Toussaint de Keramel, Comte de Percevaux

  7. Henri und François de Bullion († jung)
  8. Claude de Bullion (Tochter)
  9. Marie Angélique de Bullion; ⚭ 1674 Joseph Emmanuel Joachim Rouault, Marquis de Saint-Valéry († 1691)
  10. Marie Angelique de Bullion († 1712), 32. Äbtissin von Saint-Corentin (1678 oder 1685)
  11. Louise Henriette de Bullion, geistlich in Chaillot
  12. Henriette Françoise de Bullion, genannt Mademoiselle de Montlouet

### Die Linie Attilly
1. Claude IV. de Bullion (* 1624; † 1677), Marquis d’Attilly-en-Brie, Surintendant des Finances; ⚭ Perrette Meusnier (* 1626; † 1706)
  1. Claude Louis Joseph I. de Bullion († 1693), Marquis d’Attilly; ⚭ 1680 Marie Catherine de Beauvau, Tochter von Jacques, Marquis de Beauvau et du Rivau, und Diane Marie du Campet de Saujon
    1. Claude Louis Joseph II. de Bullion (* 1692; † nach 1755), Marquis d’Attilly, verkauft 1755 Villiers an Mr de Cuisy und dessen Ehefrau Marie-Elisabeth Legrand, Seigneurs-châtelains d’Orgerus; ⚭ Marie Madeleine de Rosvienen
      1. Claude Louis François de Bullion (* 1723), genannt Comte d’Attilly

    2. Catherine Marie Anne de Bullion; ⚭ 1704 Pierre Rouvelin, Seigneur de Montcourt
    3. Eléonore Madeleine de Bullion; ⚭ 1711 Chrarles Henri Le Sesnes de Mesnilles, Seigneur de Bourneuf

  2. François de Bullion († um 1750), Marquis de Longchêne; ⚭ Catherine Henriette de Senneterre (* 1662), Tochter von Henri II. de Senneterre, Duc de La Ferté, Marschall von Frankreich, und Madeleine d’Angennes
    1. NN de Bullion, † 1711, Marquis de Longchêne
    2. Henri Charles de Bullion

  3. Joseph de Bullion (* 1658; † 1725), Marquis de Mézelan
  4. Angélique de Bullion († 1716); ⚭ Christophe de La Tour de Bains Saint-Vidal, Marquis de Choisinet (* um 1647; † 1716)

### Die Linie Courcy
1. Henri I. de Bullion († 1658), Seigneur de Fontenay et de Coury; ⚭ Marie Eustache († 1658)
  1. Henri II. de Bullion (* 1628; † 1689), Seigneur puis Marquis de Courcy; ⚭ Madeleine de Vassan (* 1632; † 1709)
    1. Jean Louis de Bullion (* 1651; † 1736), Marquis de Courcy, Comte de Fontenay; ⚭ 1685 Marie Geneviève Pinette de Charmois, dame de Champoy († 1704)
      1. Christophe Louis de Bullion (* 1697; † 1770), Comte de Bullion; ⚭ 1731 Antoinette de Rouget (* 1716; † 1766)
      2. Marie Françoise de Bullion; ⚭ 1717 Joseph Simon de Laistre (* 1690; † 1755), Comte de Fontenay
      3. Marie Madeleine de Bullion; ⚭ 1706 Henri Louis Le Maistre (* 1644; † vor 1733)
      4. Jean Charles de Bullion (* 1693), genannt Comte de Fontenay; ⚭ 1739 Thérèse Durand
        1. Charles Thomas de Bullion (* 1740; † 1791), Marquis de Bullion, seine Erben verkaufen Anfang 1793 Bellejame an Augustin Dubois; ⚭ 1768 Pierrette Gabrielle Petitjean de Menarchet (* 1748; † 1811)
          1. Jacqueline Hortense de Bullion (* 1769)
          2. Claude Charles Louis de Bullion (* 1771; † 1778)
          3. Charles Edmé Henri de Bullion (* 1772; † 1831), Comte de Bullion, 1791 emigriert; ⚭ 1824 Julia Blumenstetter (* 1792; † 1849) – Nachkommen: die bayerischen Bullion (siehe unten)
          4. Guy Jacques de Bullion de Courcy (* 1773; † 1822), Comte de Bullion, Marquis de Courcy; ⚭ um 1799 Agnès Françoise de Gourgue (* 1775, † 1862)
          5. Jean Charles de Bullion (* 1774; † vor 1809)
          6. Jacques Jean Charles de Bullion (* 1775)
          7. Joseph François de Bullion (* 1777; † 1778)

        2. NN de Bullion (Sohn, * um 1742; † 1759)

      5. Louise Charlotte de Bullion (* 1695; † 1699)
      6. Jacques Christophe de Bullion (* 1698; † 1699)

    2. Anne de Bullion (* 1652)
    3. Marie Madeleine de Bullion (* 1653)
    4. Charles de Bullion († 1731); ⚭ 1693 Elisabeth Ridel de Plainesevette († um 1670)
      1. Madeleine Charlotte de Bullion (* 1693; † 1723); ⚭ 1719 Jean Paul Roux, Marquis de Courbons (* 1695; † 1758) Premier Président aux États de Béarn

    5. Angélique Charlotte de Bullion; ⚭ 1694 Jean Louis (alias Gabriel) de Passart († 1725)

  2.  ? Françoise de Bullion (* 1629)
  3. Angélique de Bullion

### Die bayerischen Bullion (Auszug)
1. Charles Edmé Henri de Bullion (* 1772; † 1831), Comte de Bullion, 1791 emigriert; ⚭ 1824 Julia Blumenstetter (* 1792; † 1849)
  1. Guy von Bullion (* 1826; † 1886), 1865 (bayerischer) Graf von Bullion; ⚭ 1851 Karoline du Pay (* 1829; † 1909)
    1. Arthur Graf von Bullion (* 1852; † 1926); ⚭ Maria Theresia Startz (* 1857; † 1916)
      1. Irma Pauline Karoline Gräfin von Bullion (* 1885; † 1944); ⚭ 1913 Alfred Jodl (* 1890; † 1946), deutscher Generaloberst (1944) und Kriegsverbrecher.
      2. Gertraud von Bullion (1891–1930), 1914 als RotkreuzschwesterGertraud Gräfin von Bullion (* 1891; † 1930)
      3. Konrad Graf von Bullion (* 1893; † 1976)

    2. Heinrich Klaudius Edmund Graf von Bullion (* 1857; † 1911); ⚭ 1896 Marie Therese Sophie Johanna Franziska von Stoll zu Wespach (* 1873; † 1934)
      1. Klara Gräfin von Bullion (* 1901; † 1996); ⚭ 1928 Joachim Ernst zu Solms-Rödelheim und Assenheim (* 1896; † 1978)[6]

    3. Albert Graf von Bullion (* 1870; † 1939), Generalleutnant der württembergischen Armee; ⚭ 1915 Sigweis, Freiin von Ow-Wachendorf (* 1890; † 1968)
      1. Margerita Gräfin von Bullion (* 1919, † 2014); ⚭ 1945 Fidelis, Freiherr von Stotzingen (* 1908, † 2005)